# Steal My Sunshine
Steal My Sunshine è un singolo del gruppo musicale canadese Len, pubblicato il 22 giugno 1999 come primo estratto dall'album You Can't Stop the Bum Rush.

## Tracce
CD Maxi
1. Steal My Sunshine (Album) – 4:01
2. Steal My Sunshine (Skyjump Club Edit) – 7:19
3. Steal My Sunshine (Bougie Soliterre Remix) – 6:12
4. Steal My Sunshine (Neon Phusion Remix) – 5:24

## Classifiche

### Classifiche settimanali
| Classifica (1999-00) | Posizione massima |
| -------------------- | ----------------- |
| Australia            | 3                 |
| Irlanda              | 3                 |
| Nuova Zelanda        | 34                |
| Paesi Bassi          | 79                |
| Regno Unito          | 8                 |
| Stati Uniti          | 9                 |
| Svezia               | 28                |

### Classifiche di fine anno
| Classifica (2000) | Posizione |
| ----------------- | --------- |
| Australia         | 44        |